# トヨタウッドユーホーム
トヨタウッドユーホーム株式会社（英文社名:TOYOTA WOODYOU HOME）は、栃木県宇都宮市に本社を置く木造ハウスメーカーである。主に北関東を中心に事業展開している。現在はトヨタグループに属している。

## 概要
元は、宇都宮産業開発株式会社として設立し、1988年からは株式会社ユーエスケー（USK）、1998年にはトヨタ自動車と業務提携することにより、社名をトヨタウッドユーホーム株式会社へと変更した。2002年にはトヨタ自動車の完全子会社となった。栃木SCのスポンサーでもある。
また過去に、新聞の休刊日には、住宅の宣伝を兼ね、テレビ欄が印刷された「休刊日新聞」という新聞を発行し（発行元は下野新聞）、住宅街やアパートなどに配布していた。

## 沿革
- 1969年3月 - 栃木県宇都宮市に「宇都宮産業開発株式会社」を設立
- 1976年4月 - 「日金データ販売株式会社」を設立し、コンピューター事業に参入
- 1977年1月 - 建築事業を開始
- 1986年8月 - 東京都品川区に「株式会社日本ソフトウェアサイエンス」を設立
- 1988年11月 - 社名を「株式会社ユーエスケー」に変更
- 1994年10月 - 東京証券取引所市場第2部に上場
- 1997年9月 - トヨタ自動車株式会社と業務提携
- 1998年10月 - 社名を「トヨタウッドユーホーム株式会社」に変更
- 2002年9月 - トヨタグループ入りにするため東京証券取引所市場第2部から上場廃止
- 2002年10月 - トヨタ自動車株式会社の完全子会社となる
- 2005年4月 - 栃木県宇都宮市駒生に本社を移転
- 2020年7月 - 株式会社守谷商会よりトヨタホームしなの株式会社の全株式を取得し、子会社化[3][4]
- 2024年1月 - トヨタホームしなの株式会社を吸収合併し、長野支店とする[4]